# Pierre Petit (Ingenieur)
Pierre Petit (* 1598 in Montluçon; † 20. August 1677 in Lagny-sur-Marne) war ein französischer Astronom, Physiker, Mathematiker und Instrumentenbauer.
Petit war zunächst im Amt seines Vaters (Contrôleur en l’élection) in  Montluçon beschäftigt, ging aber 1633 nach Paris um sich den Wissenschaften zu widmen. Er war Mitglied des Kreises um Marin Mersenne und mit Étienne Pascal und Blaise Pascal sowie René Descartes bekannt. 
Später war er Mitglied der Akademie von Montmor. 1667 wurde er auf Vorschlag von Henry Oldenburg zum Mitglied (Fellow) der Royal Society gewählt.
Er war unter anderem Militäringenieur und Geograph im Dienst von Ludwig XIII. und Ludwig XIV., zum Beispiel als Generalintendent für Befestigungen.